# سیارک ۲۱۸۶۲
سیارک ۲۱۸۶۲ (به انگلیسی: 21862 Joshuajones، نامگذاری:1999TV189) بیست و یک هزار و هشتصد و شصت و دومین سیارک کشف شده‌است که در ۱۲ اکتبر ۱۹۹۹ کشف شد.
قدر مطلق سیارک برابر ۱۸.۶ است.